# Basilica di San Frediano
La basilica di San Frediano è uno dei più antichi luoghi di culto cattolico di Lucca, in stile romanico, ed è situata nella piazza omonima. Da questa basilica si snoda la sera del 13 settembre la processione per la Santa Croce. Nel novembre del 1957 papa Pio XII l'ha elevata alla dignità di basilica minore.

## Storia
Fin dal VI secolo esisteva in questo luogo un edificio religioso dedicato ai tre santi leviti Vincenzo, Stefano e Lorenzo. La costruzione di questa prima chiesa si fa risalire allo stesso San Frediano, presbitero irlandese che fu eletto vescovo di Lucca tra il 560 e il 588. Gli scavi effettuati sotto l'attuale basilica hanno confermato la presenza dell'antico edificio.
Intorno alla chiesa si raccolsero sacerdoti diocesani che formarono una comunità di canonici. Durante la dominazione longobarda la chiesa e la canonica furono ampliate. Alla fine dell'VIII secolo la chiesa fu dotata di una cripta che accolse il corpo di San Frediano. Nel 1104 papa Pasquale II confermò i canonici affidandoli al clero di San Giovanni in Laterano.
Nel 1112 iniziò, ad opera del Priore Rotone, la riedificazione dell'edificio che fu consacrato nel 1147 da papa Eugenio III. Il progetto prevedeva una chiesa a tre navate con abside, priva di transetti e anche di cripta, secondo le nuove tendenze connesse alla riforma gregoriana, con la facciata posta a oriente, diversamente dalla regola agostiniana che la voleva orientata ad occidente.
Nel XII secolo la chiesa era più bassa di quella che oggi vediamo; il rialzamento della navata centrale e costruzione del soffitto a capriate lignee data al XIII secolo e venne concluso con l'ornamentazione a mosaico della parte superiore della facciata (secoli XIII-XIV).
Nei secoli XIV-XVI furono aperti ai lati delle navate laterali numerose cappelle per la devozione e la sepoltura privata. Ciò comportò la dilatazione della facciata oltre gli spazi delle navate laterali.

## Descrizione

### Facciata

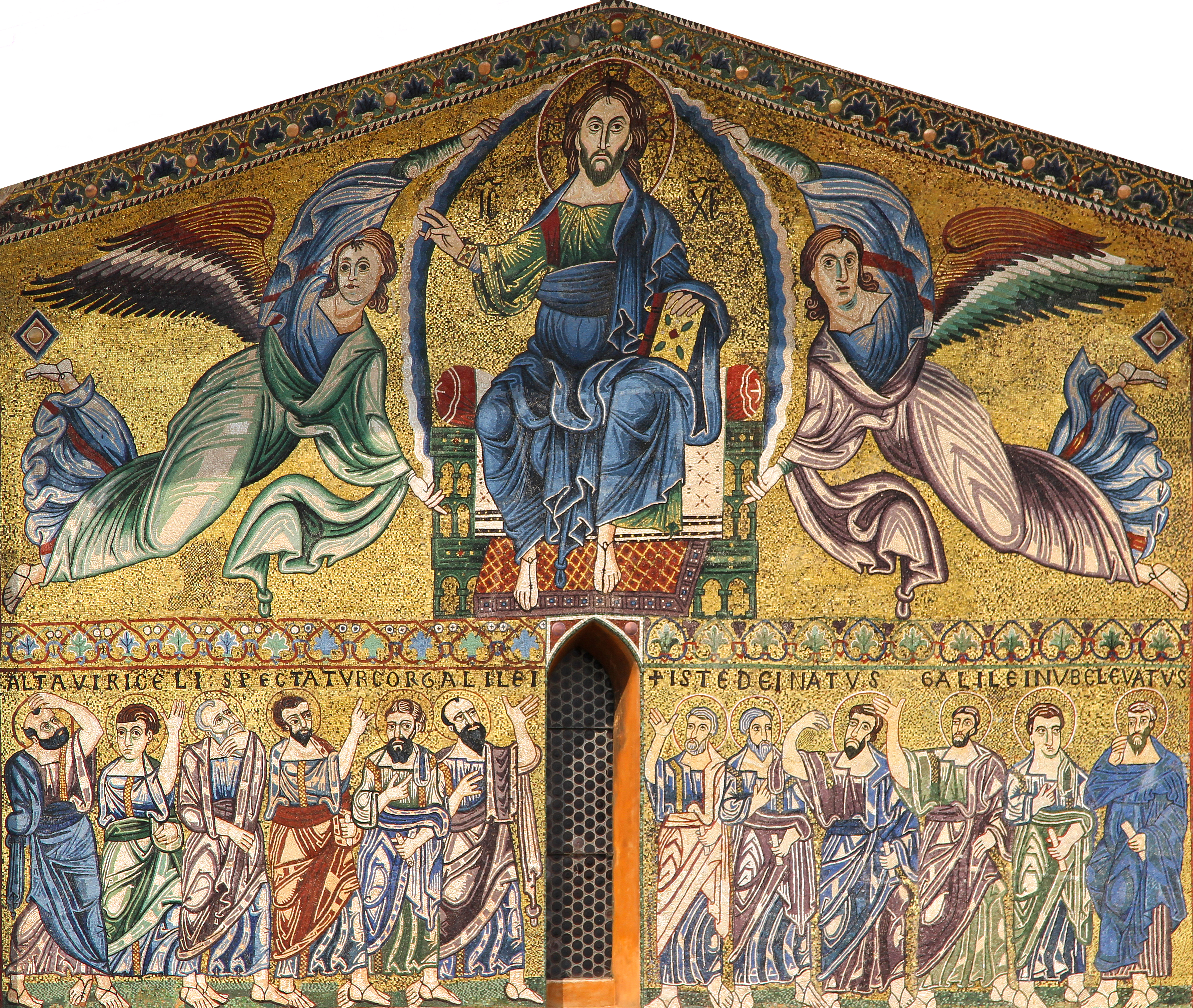
Il mosaico sulla facciata

La facciata (XII secolo) è in pietra levigata ed è verticalmente pentapartita, a livello della navata centrale, delle due navate laterali e delle due fasce di cappelle laterali. I tre portali sono delimitati da pilastri, sormontati da un architrave (di cui solo quello centrale decorato con motivi vegetali) ed archetti ciechi. A livello centrale troviamo una loggetta con semicolonnine sormontate da capitelli di vario tipo che racchiudono due monofore.
Al di sopra troviamo il mosaico (secoli XIII-XIV). con l'Ascensione di Cristo tra angeli alla presenza degli Apostoli, in origine posti ai lati della Madonna la cui immagine è andata distrutta per l'apertura della monofora centrale. La parte superiore mostra il segno di un artefice colto e aggiornato su recenti esperienze bizantine, da collocare in ambiente romano, mentre la zona inferiore sembra dovuta ad un artefice locale della bottega dei pittori Berlinghieri. L'influenza romana si può riconoscere anche dalla iconografia, determinata dalla raffigurazione di Cristo in Mandorla, e di Pietro e Paolo in rilievo rispetto agli altri apostoli.
Oltre alle tre sopraccitate monofore centrali si trovano quattro oculi in posizione più laterale.

### Campanile

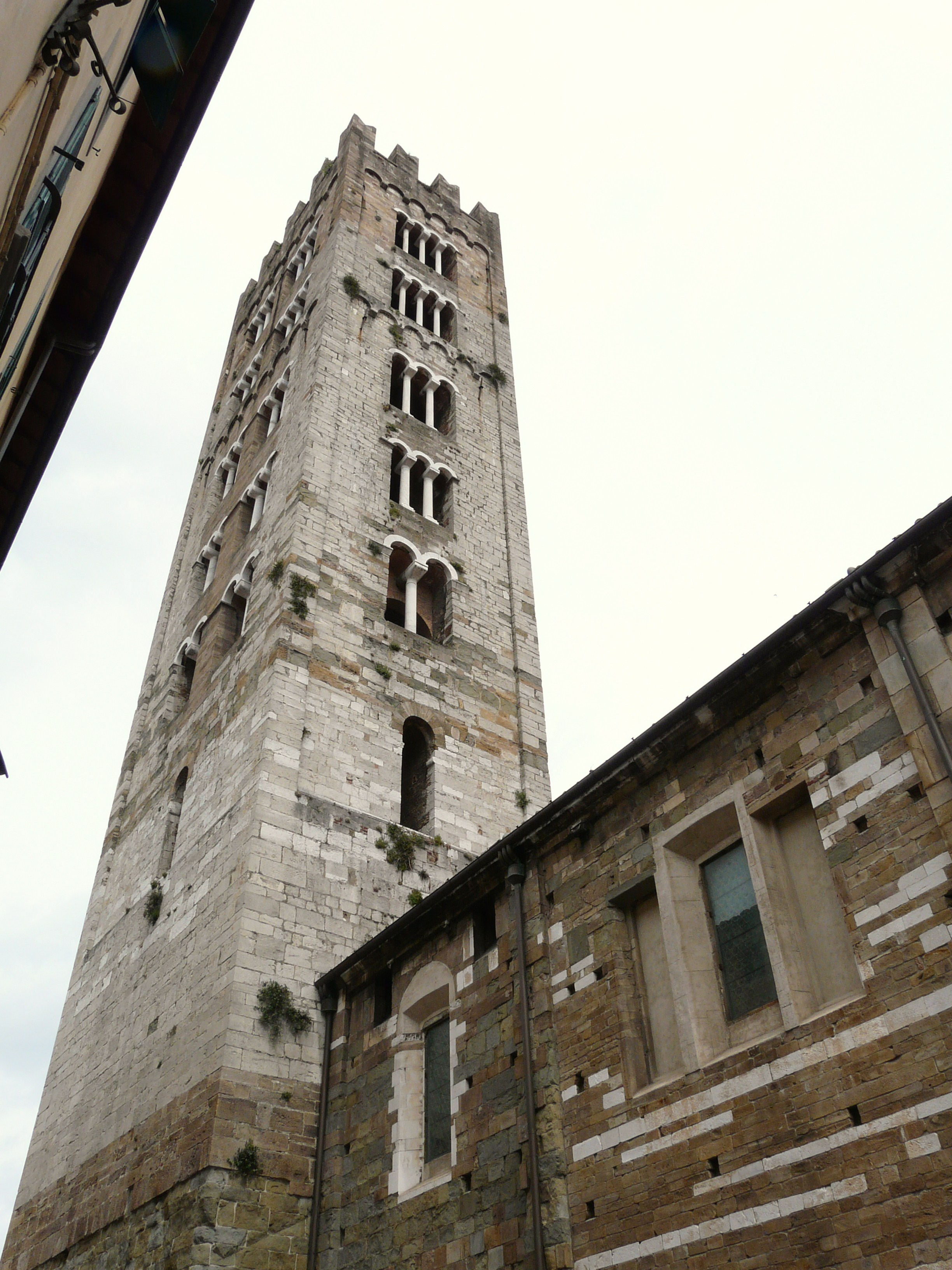
Il campanile

Il campanile, vicino all'abside, è stato costruito in varie epoche: il basamento in pietra scura è anteriore al XII secolo mentre la parte più alta in pietra chiara è stata rifatta nel XIII secolo, con la presenza su ogni lato di monofore, bifore, due registri di trifore e due di quadrifore (raddoppiati su due lati). A due livelli le finestre sono sormontati da fasce di archetti ciechi. Una merlatura ghibellina è presente in cima su tutti e quattro i lati.
Nella torre campanaria sono presenti 6 campane, di cui una fuori concerto, fuse da vari fonditori in diversi secoli. Due campane, di note Do#4 e Si3, sono state fuse dalla Fonderia Lorenzo Lera di Lammari (paese nei pressi di Lucca) nel 1804. La campana "Mezzaterza" di nota La3 è stata fusa dal fonditore lucchese Francesco Azzi nel 1679,la campana "Terza" di nota Sol#3 è stata fusa dalla Fonderia Ecat di Mondovì nel 2020, copia della precedente fusa nel 1223 da Giovanni Pisano, la quale è presente all'interno della Basilica. La campana "Mezzana" di nota Fa#3 è stata fusa nel 1401 da Luca Bondici di Cortona e la campana "grossa" di nota Mi3 è stata fusa dal fonditore genovese Vincenzo Giovardo nel 1605. Possono essere sia azionate elettricamente sia suonate a mano, dai suonatori di campane lucchesi. Di recente, nel 2020, un lungo restauro ha permesso alle campane il sistema manuale, dopo decenni di elettrificazione.

### Architettura interna

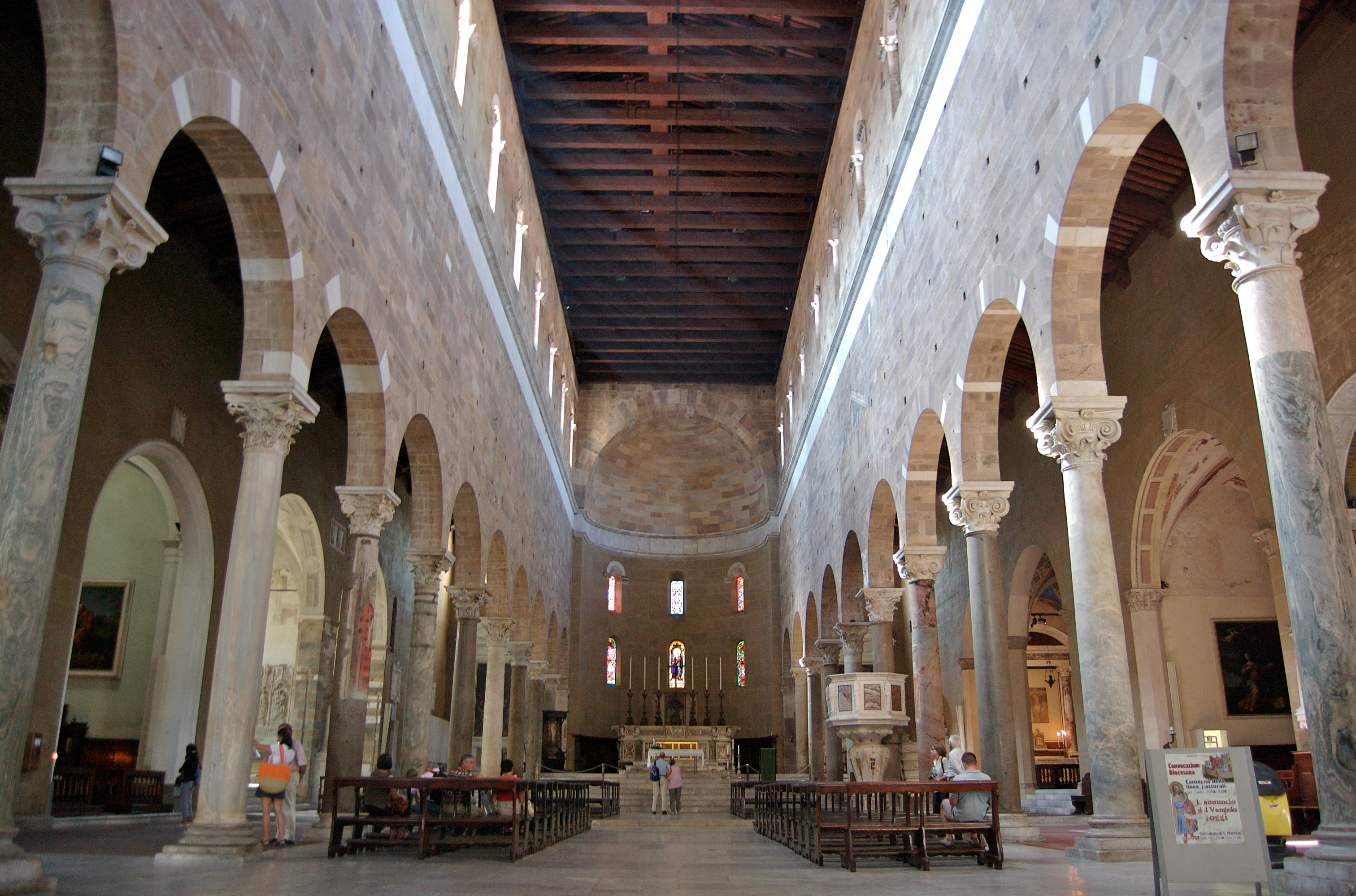
Navata centrale

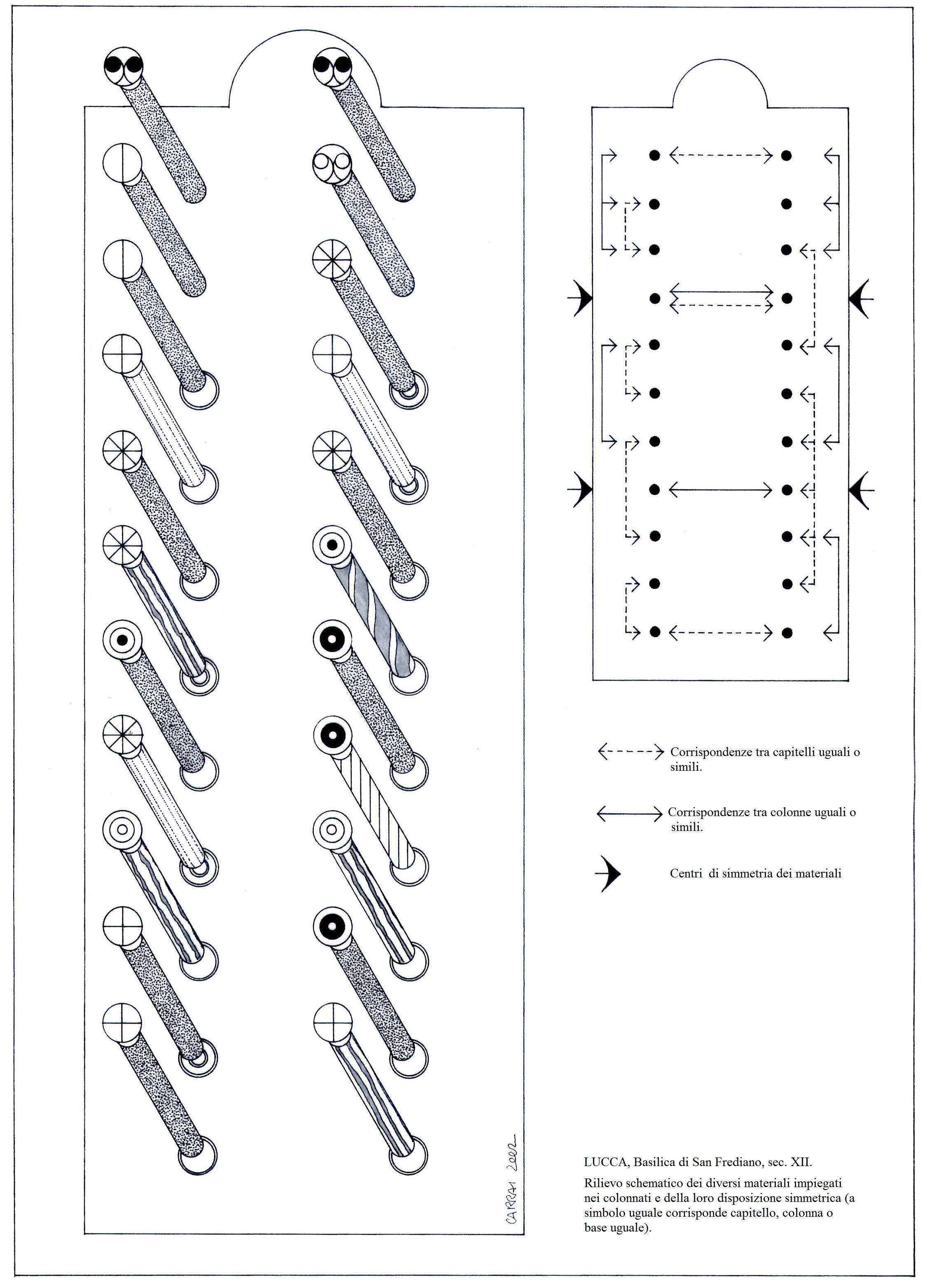
Come nelle basiliche paleocristiane colonne e capitelli differenti sono disposti secondo un complesso schema di simmetrie e rimandi a distanza (uno schema simile si ritrova nel Duomo di Chiusi, del sec, VI.)

Nonostante i consistenti interventi che si sono succeduti nel corso dei secoli, l'aspetto medievale della basilica è ancor oggi preminente (secoli XII-XIII). Le tre navate sono spartite da colonne, per buona parte di spoglio, importate da Roma, e stessa provenienza hanno molti dei capitelli. Questi sostengono arcate a tutto sesto. La navata centrale è molto alta, anche per l'intervento di innalzamento del XIII secolo, ed è sormontata da un soffitto a capriate lignee, dello stesso periodo. la navata centrale termina con un'abside, mentre quelle laterali sono a fondo piatto. Il transetto è assente. Molte cappelle sono state aperte lateralmente nei secoli XIV-XVI creando l'illusione che la basilica sia in realtà a cinque navate.
L'architettura della Basilica di San Frediano ben rappresenta le caratteristiche del romanico lucchese prima che le influenze della vicina Pisa, in particolare del Duomo di Buscheto, e le maestranze provenienti dal nord dell'Italia ne cambino i caratteri tradizionali. La chiesa presenta ancora una semplice pianta basilicale di tipo paleocristiano, con cortine murarie lisce, senza aggetti o complesse articolazioni di arcate, e gli elementi architettonici sono ancora tutti di tradizione romana, come i colonnati architravati della facciata e dell'abside, le finestre a nicchia, i capitelli compositi appositamente scolpiti. Queste stesse caratteristiche si ritrovano - in uno stadio ancora più puro - nella vicina chiesa di Sant'Alessandro, che ingloba i resti di un edificio precedente in cui ogni elemento, dai tracciati proporzionali alla qualità delle murature, dalla disposizione dei materiali di spoglio agli inusuali capitelli corinzieggianti, è esclusivamente di tradizione antica.

### Opere d'arte nelle navate

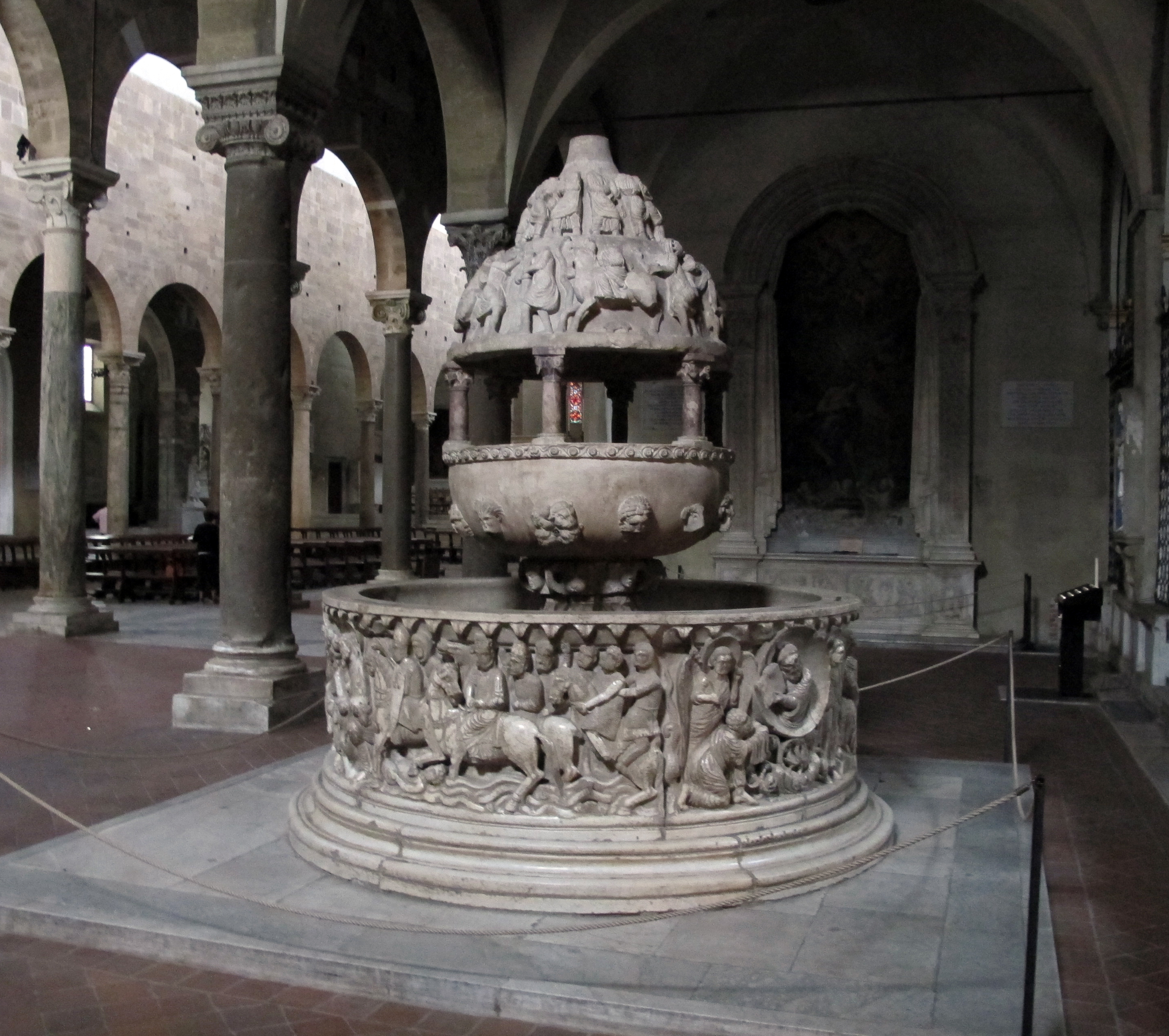
Il fonte battesimale

Sulla parete destra della navata centrale è riportato in alto un affresco cuspidato che raffigura il Martirio dei santi Lorenzo, Vincenzo e Stefano. È una delle più antiche testimonianze della pittura medievale a Lucca risalendo alla prima metà del XII secolo. Su due colonne rimangono due affreschi raffiguranti Sant'Elena e Santo Stefano che sono però più tardi (XIV secolo).
Tra le testimonianze più significative della scultura romanica lucchese è il fonte battesimale, anch'esso del XII secolo, scolpito da tre artisti differenti anonimi: il Maestro delle storie di Mosè, che ha scolpito quattro dei sei pannelli della vasca, Maestro Roberto, un maestro bizantino che ha scolpito i rimanenti due pannelli e il Maestro degli Apostoli e dei Mesi, un artista fiorentino che ha lavorato all'elemento centrale.
In controfacciata troviamo, ai lati del portale principale, la Visitazione e la Madonna col Bambino e Santi di Ansano Ciampanti e Amico Aspertini, rispettivamente (XVI secolo).

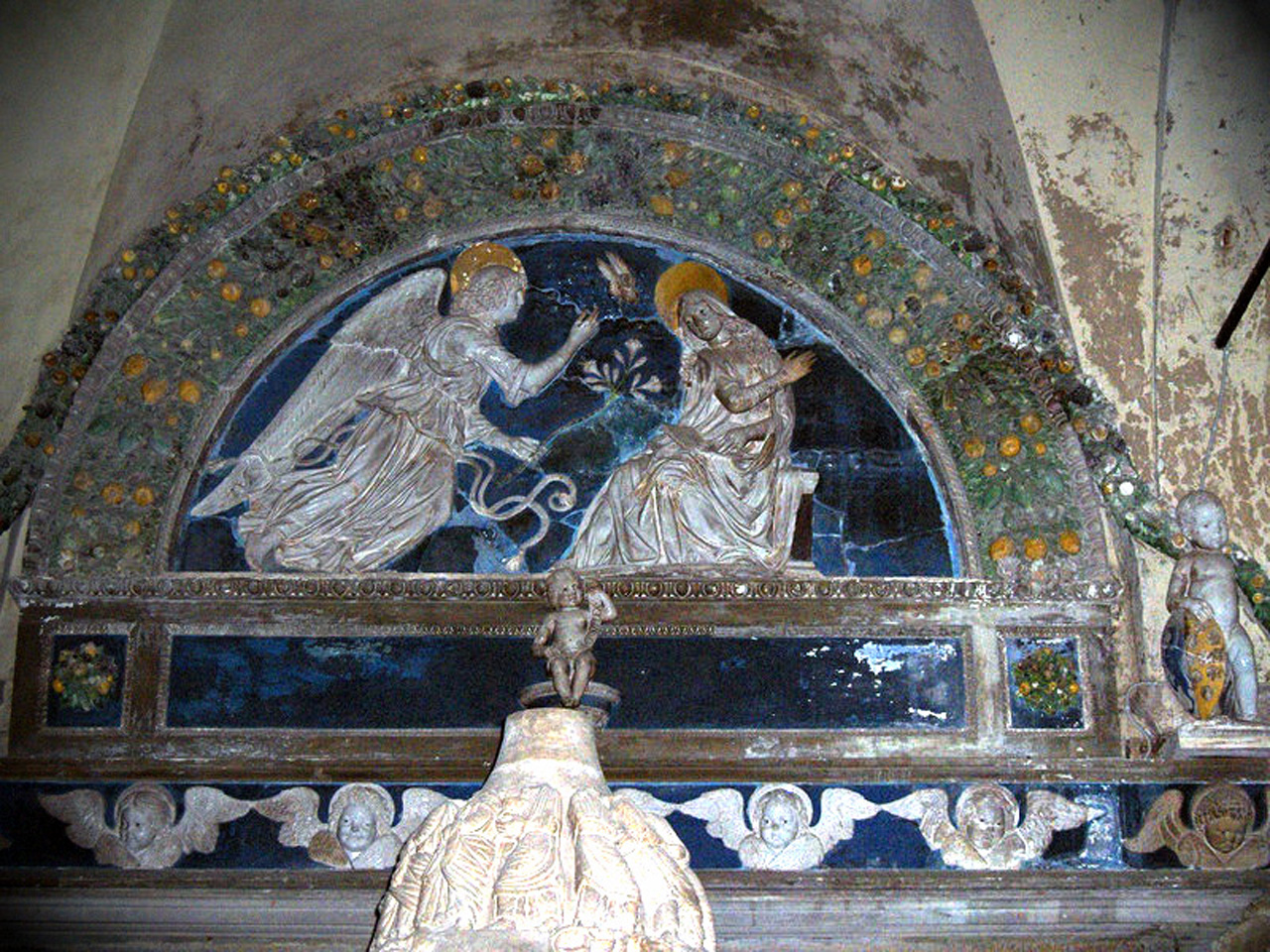
La lunetta con l'Annunciazione di scuola robbiana

Nella navatella destra sono presenti due terrecotte invetriate raffiguranti l'Annunciazione e san Bartolomeo attribuita a Fra' Mattia della Robbia (prima metà del XVI secolo) e due affreschi trecenteschi con la Madonna col Bambino tra i santi Zita e Riccardo e San Pietro e santi.
L'altare principale è cinquecentesco e reca la tomba con il corpo di San Frediano. Intorno resti dell'antico pavimento cosmatesco del XII secolo, mentre sul retro un affresco scoperto recentemente con la Santissima Eucaristia adorata da Angeli (XV secolo).
Sulla testata della navata destra tela di Pietro Sorri con Martirio di Santa Fausta (1595 ca).
Da notare, sulla destra dell'altare, il monumento funebre a Lazzaro Papi (Pontito, 1763 - Lucca, 1835); poeta, storico, letterato, ricoprì tutta una serie di importanti incarichi pubblici, sia sotto il governo napoleonico, sia sotto il governo provvisorio lucchese, nonché sotto i Borboni.
Sulla testata della navata sinistra tela con Miracolo di San Cassiano di Aurelio Lomi (1595 ca). Alla sua sinistra monolito che, secondo la tradizione, fu trasportato da San Frediano per l'altare dell'antica chiesa paleocristiana. Più indietro la lastra tombale che, sempre secondo la tradizione, ricoprì la tomba di san Frediano.

### Le cappelle

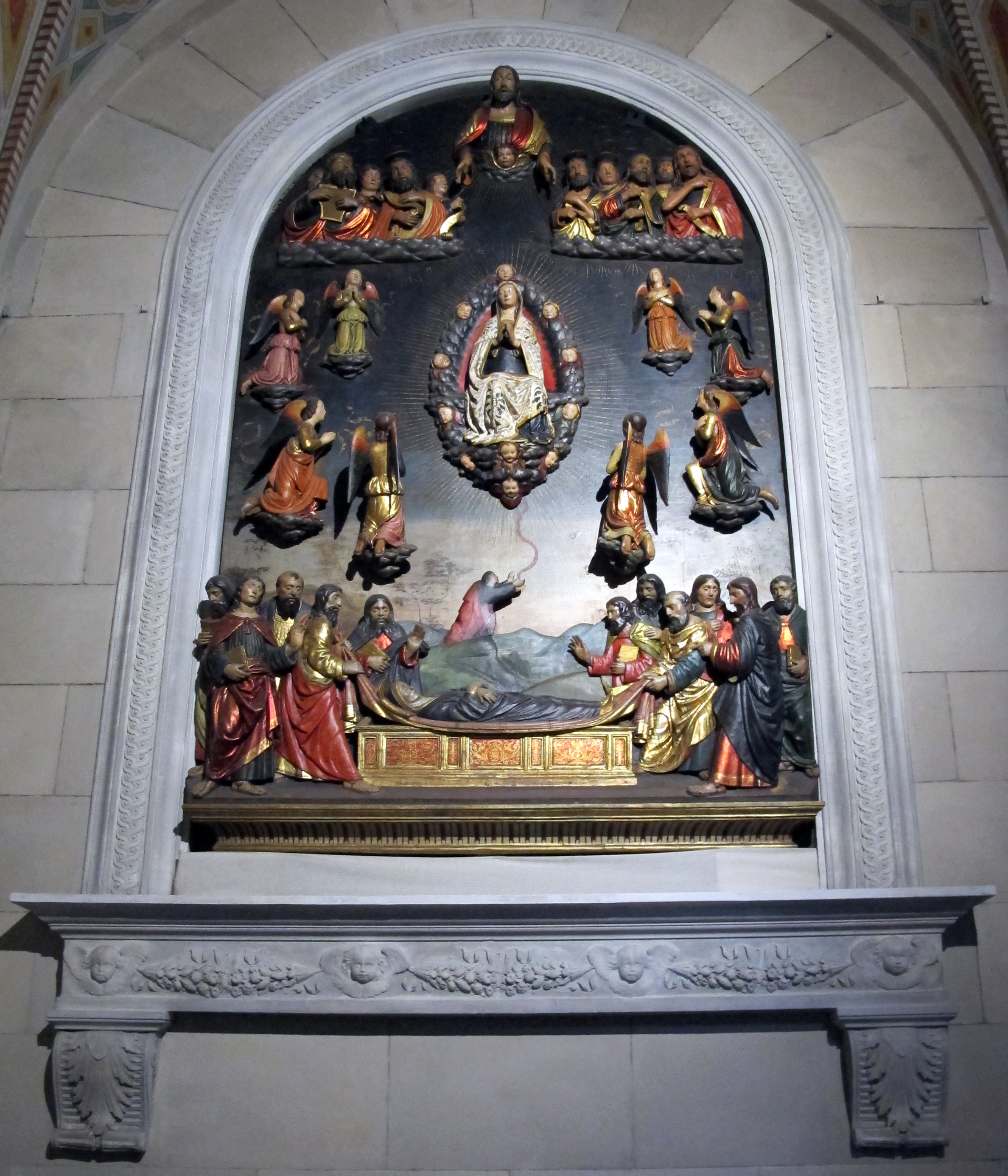
L'ancona lignea policroma di Matteo Civitali nella Cappella del Santissimo Sacramento

Un ampio vano sulla destra presso i portali di ingresso immette in due cappelle: La cappella del Soccorso e La cappella di Santa Zita. La prima cappella è cinquecentesca e venne consegnata nel 1509 a Eufrosina Compagni che commissionò a Giuliano da Pisa l'affresco dell'altare principale con la Madonna del Soccorso (1510). Sulla parete destra è presente la Madonna del Riposo, staccato dal vicino chiostro (secoli XIII-XIV), mentre sulla parete opposta sono presenti resti di colonne e capitelli romanici e le tombe Guidiccioni (XIII secolo). 

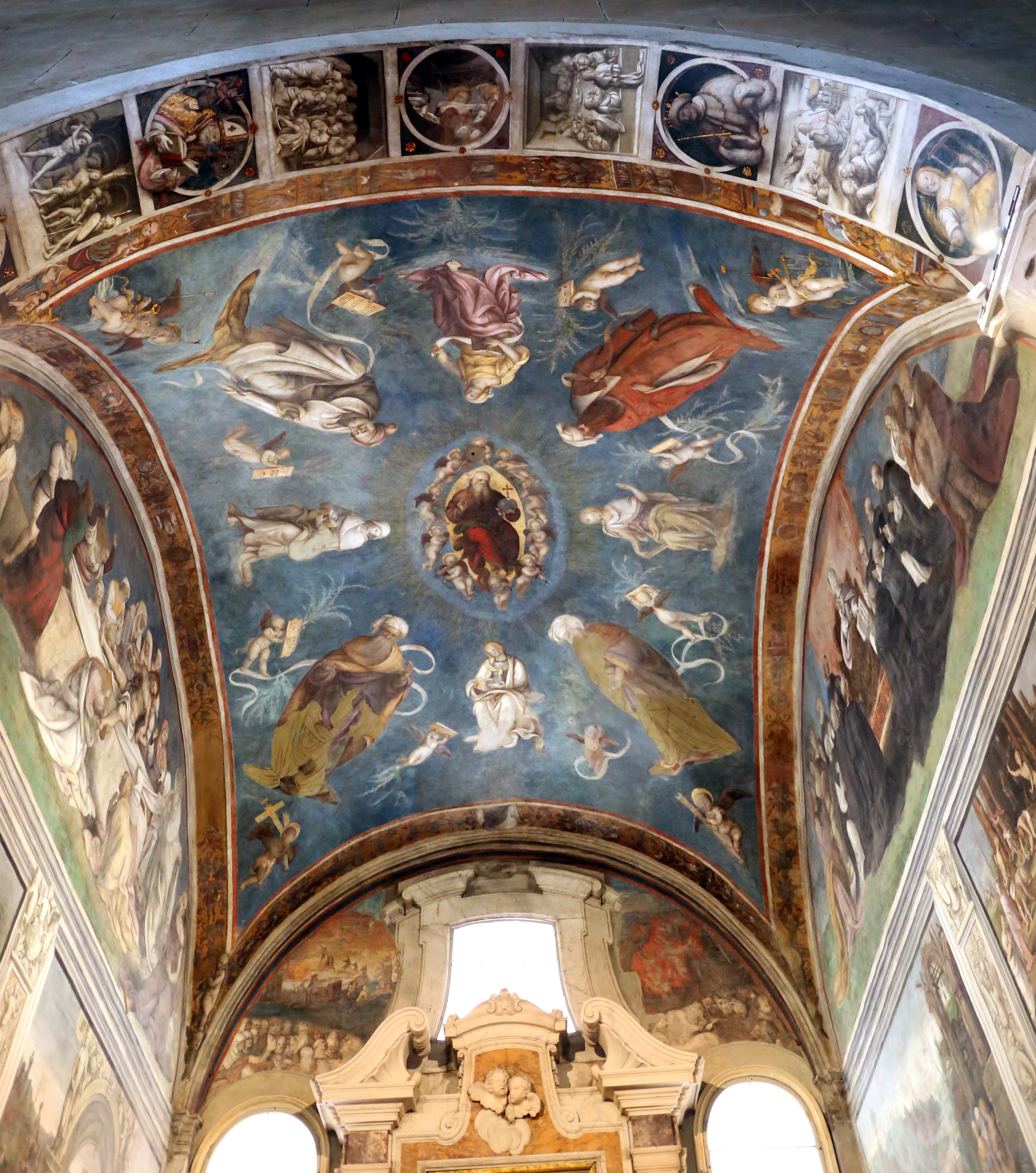
La cappella di Sant'Agostino

La seconda cappella, già della famiglia Fatinelli, risale al XIV secolo e fu realizzata nell'area del cimitero nel quale la santa fu sepolta nel 1278. Fu completamente rinnovata nel XVII secolo. Paolo Guidotti dipinse una tela che rappresenta Santa Zita e il Povero (1611-1612) e nella seconda metà del secolo Francesco del Tintore completò le decorazioni con cinque tele che rappresentano i Miracoli di Santa Zita. Sotto la tela del Guidotti è presente il corpo incorrotto della santa.
In fondo alla navata destra si apre la Cappella Guinigi - Micheli o del Santissimo Sacramento. Sono custoditi un affresco staccato del vicino cimitero e chiostro raffigurante la crocifissione (fine del XIII secolo) e un'ancona lignea dipinta di Masseo Civitali, nipote di Matteo Civitali, con l'Assunzione della vergine.
Sul lato sinistro della navata laterale sinistra si apre la Cappella Buonvisi, costruita nel XVI secolo e decorata fra il XVIII e il XIX secolo con il rinnovamento del mobilio e le pitture del XIX secolo di Stefano Tofanelli ed altri artisti. 

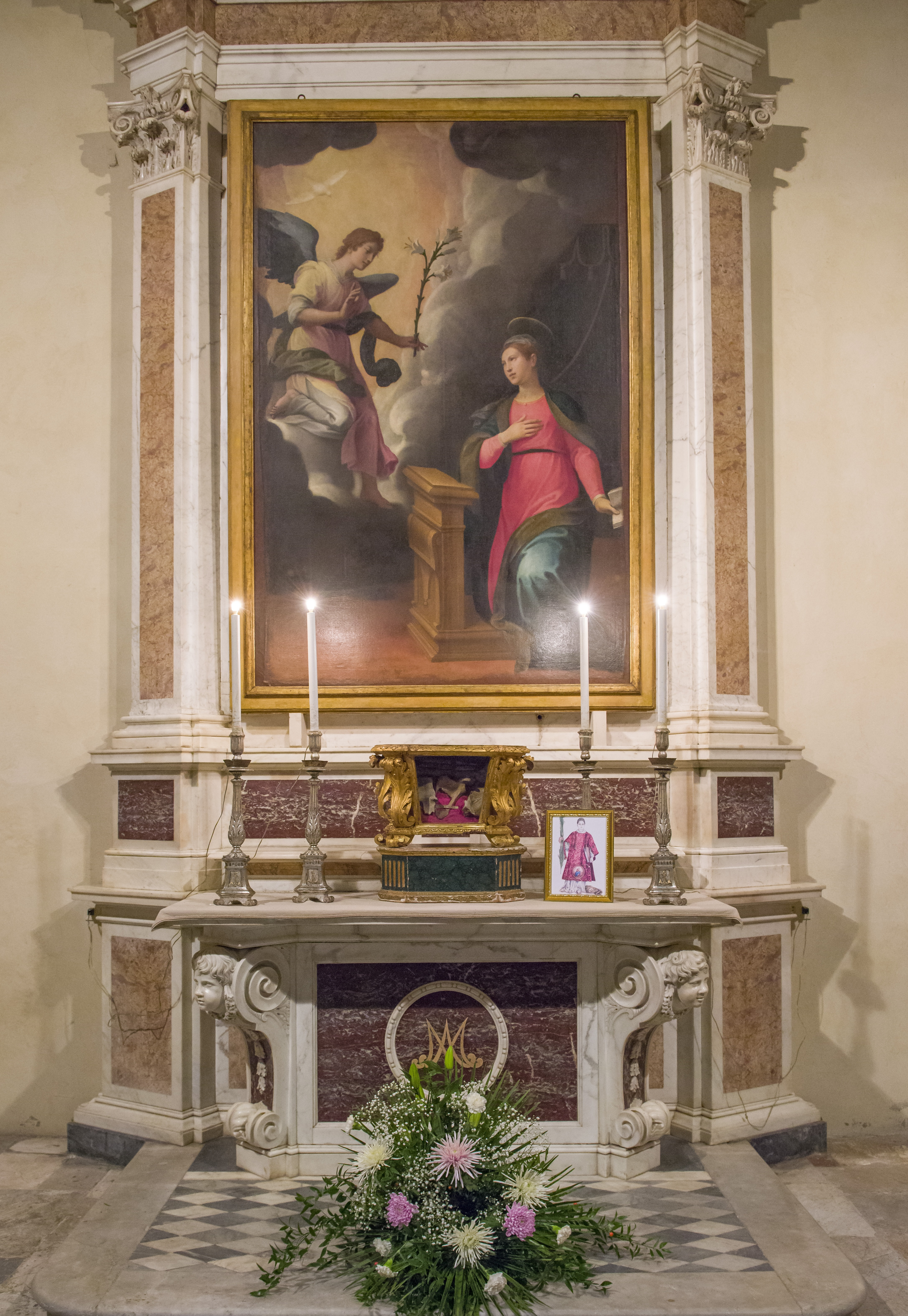
Cappella dell'Annunziata, esposizione delle reliquie di san Cesario di Terracina

Più avanti, la cappella di Sant'Agostino (1506, fu decorata da Amico Aspertini con temi evangelici, episodi della vita di sant'Agostino e soggetti della storia ecclesiastica locale (1508-1509). Fra questi vanno ricordati la Divisione del fiume Serchio da parte di San Frediano, la Natività, il Trasferimento del Volto Santo a Lucca e la Deposizione dalla Croce. Amico Aspertini affrescò anche una Sacra conversazione.
Nei primi decenni del XV secolo fu costruita e decorata la cappella della famiglia Trenta, per la quale Jacopo della Quercia realizzò un polittico con la Madonna col Bambino e i Santi Lorenzo, Girolamo e Frediano (1422) e le due tombe terragne di Lorenzo Trenta e della consorte. Nella stessa cappella è presente, sul lato opposto, la scultura in legno policromo con la Vergine Annunciata di Matteo Civitali (XV secolo).
Nella cappella Sandei o di Sant'Agnese o dell'Annunziata, eretta nel XIV secolo usufruendo di una stanza del già preesistente monastero, nella parte alta vi sono resti di affreschi coevi; sull'altare troneggia la tela secentesca dell'Annunciazione di Gaspare Mannucci; a destra vi è la tela San Michele, firmata da Camillo Ciai, fiorentino, 1665; a sinistra Sant'Apollonia martire, tela firmata da Girolamo Scaglia, lucchese, 1646. In un armadio reliquiario si conserva l'urna lignea, di bottega lucchese del secolo XVIII, contenente sei ossa di san Cesario di Terracina (il santo tutelare degli imperatori romani), ritrovata nel 2009 da Michelangelo Giannotti, vicario generale della Diocesi di Lucca. Il reliquiario di San Cesario è esposto alla venerazione dei fedeli solo il 1º novembre sull'altare della cappella dell'Annunziata.
Dopo le soppressioni napoleoniche arrivarono in chiesa la grande lunetta di Mattia della Robbia e l'ancona marmorea scolpita da Giovanni Baratta (inizio del XVIII secolo).
In una delle cappelle è sepolto il corpo di san Riccardo,nobile sassone giunto a Lucca in pellegrinaggio con tre dei suoi figli e qui morto.
La sua tomba è oggetto di venerazione soprattutto nel mondo anglosassone.